# Fatjesa Gegollaj
Fatjesa Halil Gegollaj (ur. 5 listopada 2001 w Prizrenie) – chorwacka piłkarka pochodzenia kosowskiego. Należała do chorwackich reprezentacji U-15, U-16, U-17 i U-19, a od 2019 roku reprezentuje Chorwację w piłke nożnej kobiet.

## Życiorys
Uczęszczała do liceum w Splicie, należała również do szkoły muzycznej w Makarskiej, w której nauczyła się gry na skrzypcach.

## Życie prywatne
Ma dwie starsze siostry oraz młodszego brata, który również jest piłkarzem; ich ojciec ma na imię Halil, wraz z żoną pracuje w Makarskiej.